# Vojslavice
Vojslavice település Csehországban, a Pelhřimovi járásban. Vojslavice Koberovice, Senožaty, Hojanovice, Ježov és Píšť településekkel határos. Lakosainak száma 101 fő (2024. január 1.).

## Népesség
A település lakosságának változását az alábbi diagram mutatja:
| Lakosok száma | 331  | 296  | 322  | 195  | 146  | 81   | 93   | 96   | 85   | 101  |
|               | 1869 | 1900 | 1921 | 1961 | 1980 | 2011 | 2016 | 2019 | 2021 | 2024 |